# 발보아 공원

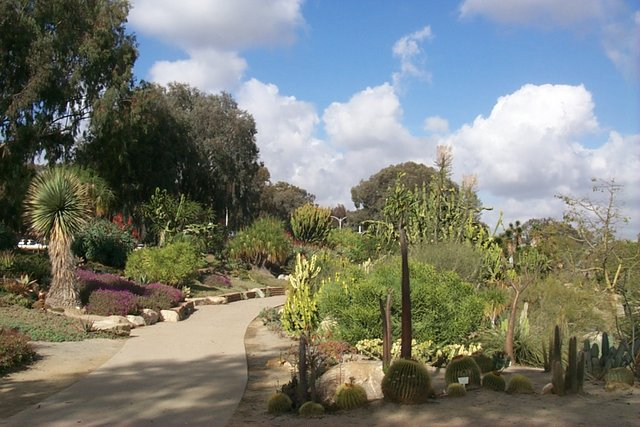
발보아 공원

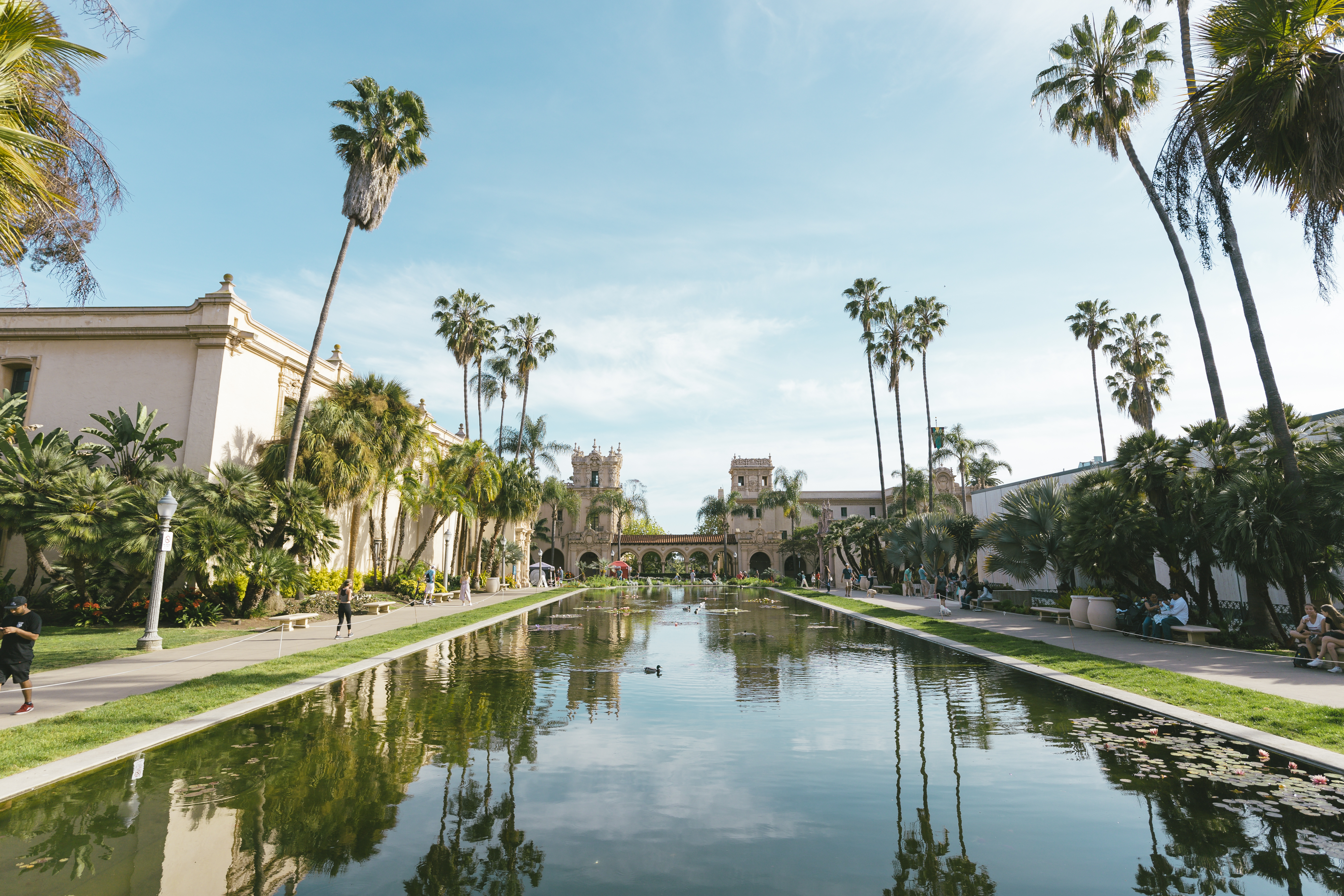
Lily Pond, Balboa Park, San Diego, California

발보아 공원(Balboa Park)은 캘리포니아주 샌디에이고에 위치한 공원이다. 1868년 설립되었으며, 1977년 국립역사기념물 및 국립사적지로 지정되었다.